# Germasino

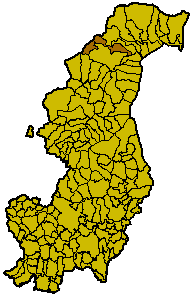
Locatie in de provincie

Germasino was een gemeente in de Italiaanse provincie Como (regio Lombardije) en telt 253 inwoners (31-12-2004). De oppervlakte bedraagt 18,2 km², de bevolkingsdichtheid is 14 inwoners per km². Sinds 2011 behoort deze plaats tot de gemeente Gravedona ed Uniti.

## Demografie
Germasino telt ongeveer 111 huishoudens. Het aantal inwoners daalde in de periode 1991-2001 met 1,9% volgens cijfers uit de tienjaarlijkse volkstellingen van ISTAT.
| Jaar | Inwoneraantal |
| ---- | ------------- |
| 1991 | 260           |
| 2001 | 255           |

## Geografie
Germasino grenst aan de volgende gemeenten: Dongo, Garzeno, San Nazzaro Val Cavargna, Stazzona.